# Lasioglossum trizonatum
Lasioglossum trizonatum är en biart som först beskrevs av Cresson 1874.  Lasioglossum trizonatum ingår i släktet smalbin, och familjen vägbin. Inga underarter finns listade i Catalogue of Life.

## Bildgalleri

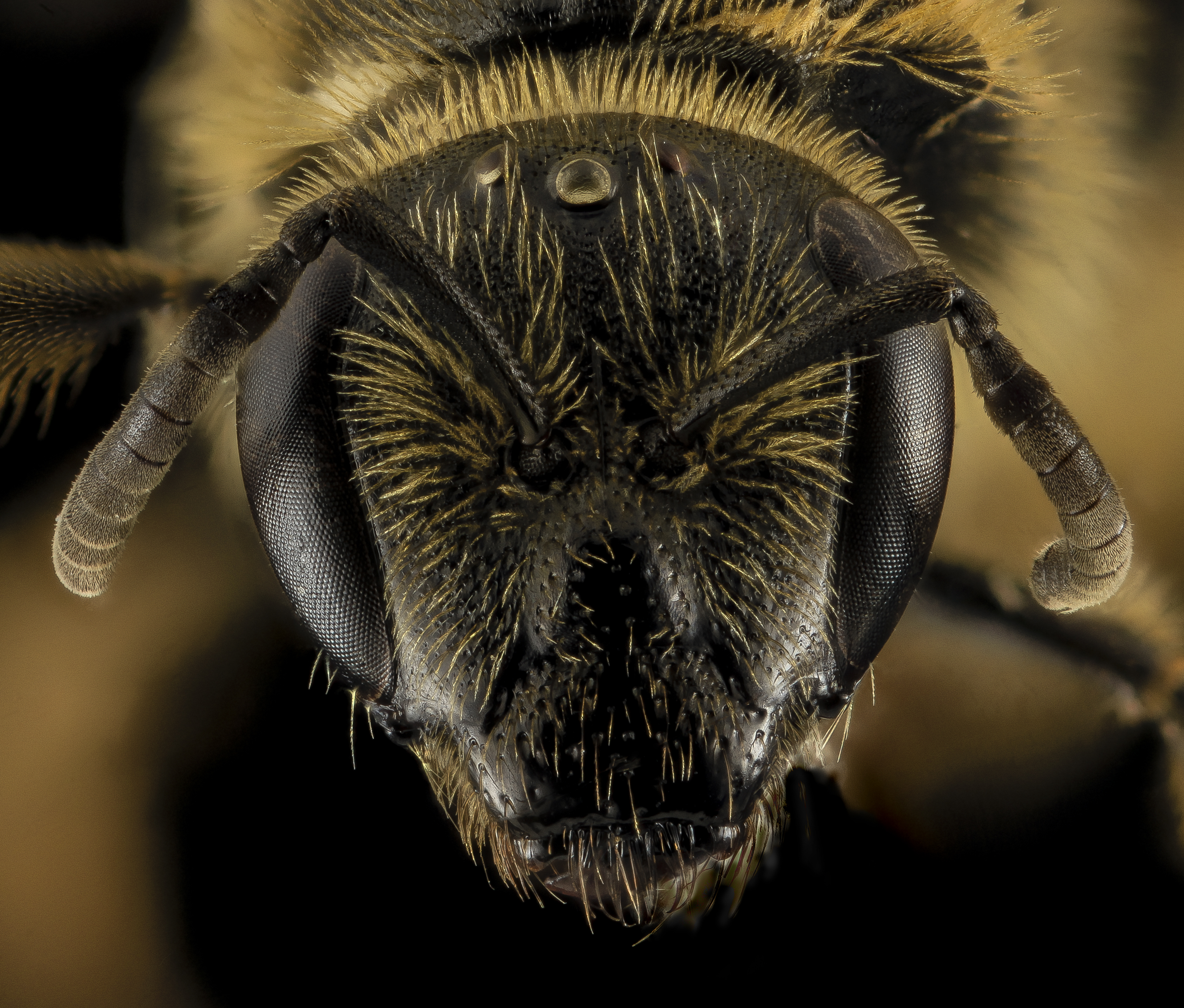
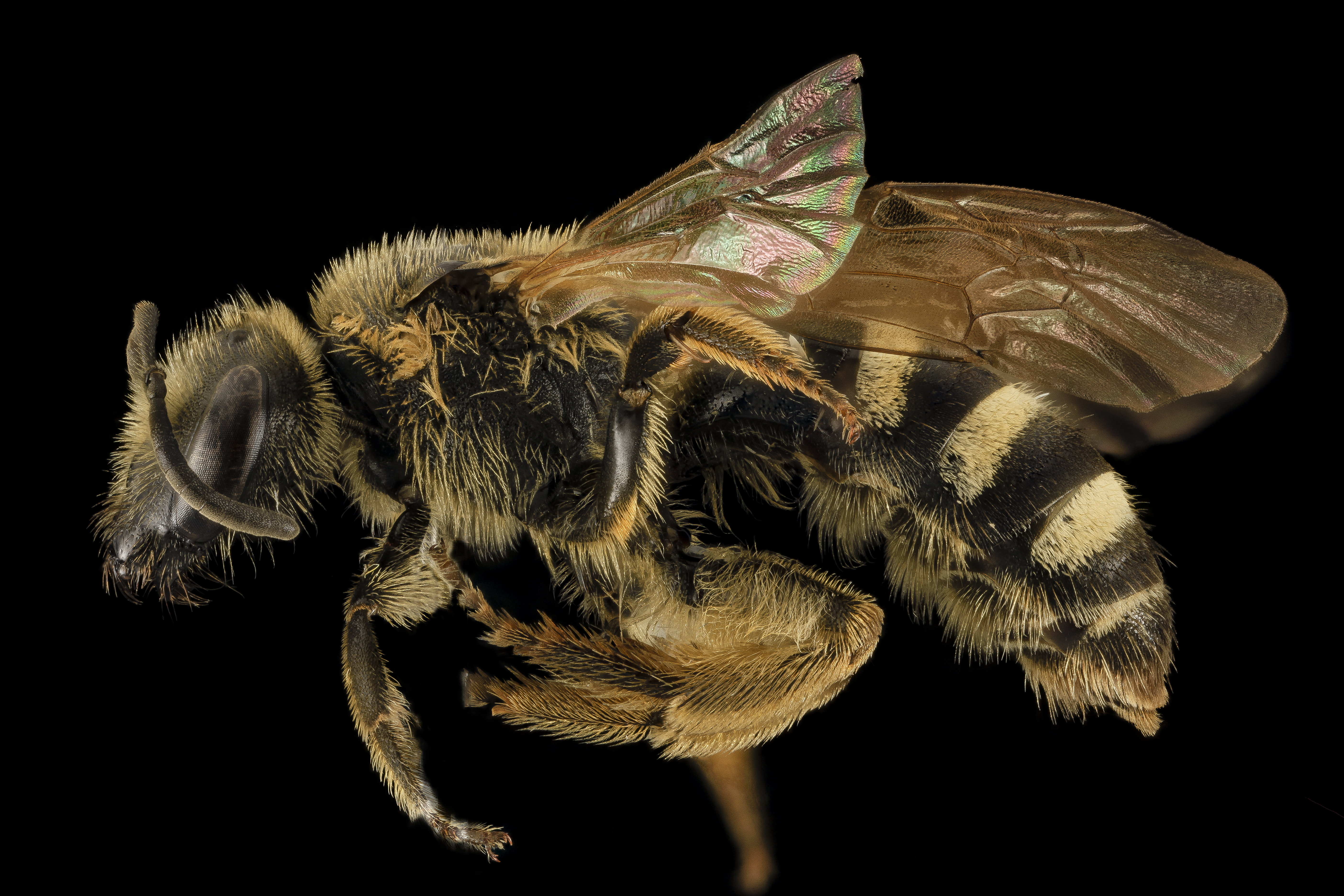